# فنی اردان
فنی مارگریت ژودیت اردان (فرانسوی: Fanny Marguerite Judith Ardant‎؛ زادهٔ ۲۲ مارس ۱۹۴۹) بازیگر و کارگردان فیلم اهل فرانسه است. وی از سال ۱۹۷۴ میلادی تاکنون در بیش از هشتاد فیلم حضور داشته است.

## بخشی از فیلم‌شناسی
- تمسخر (۱۹۶۶)
- یکی و دیگری (۱۹۸۴)
- خانواده (۱۹۸۷)
- ترس و عشق (۱۹۸۸)
- استرالیا (۱۹۸۹)
- سابرینا (۱۹۹۵)
- دزیره (۱۹۹۶)
- شام (۱۹۹۸)
- ۸ زن (۲۰۰۱)
- وسوسه‌ام نکن (۲۰۰۱)
- ناتالی… (۲۰۰۳)
- پاریس، دوستت دارم (۲۰۰۶)
- محاکمه آغاز می‌شود (۲۰۰۷)
- الیزابت (۲۰۰۷)
- خاکستر و خون (۲۰۰۹)
- زیبایی بزرگ (۲۰۱۳)
- تغییرات کازانووا (۲۰۱۳)

## جوایز
وی در سال ۱۹۹۷ برندهٔ جایزه سزار بهترین بازیگر نقش اول زن شد.